# 彭佳嶼氣象站
彭佳嶼氣象站位於臺灣北方三島彭佳嶼上，行政區劃分歷屬於基隆市中正區，為交通部中央氣象署轄屬四等氣象測報機構之一，彭佳嶼氣象站也是氣象署轄屬臺灣最北端的氣象站，因此擁有臺灣北方天氣系統前哨站的稱號。

## 沿革

### 日治時期
彭佳嶼氣象站於臺灣日治時期明治42年（1909年）成立，當時最先成立彭佳嶼燈台，而氣象觀測業務由燈台守燈人兼任，因此稱為彭佳嶼燈台測候所。當時臺灣總督府將氣象觀測站分有A級的「觀測所」，與B級的「測候所」，而彭佳嶼在內的全臺8座氣象觀測站被分類為B級測候所。
昭和10年（1935年）日本人為發展臺灣與日本內地之間航空事業，基於安全考量，於彭佳嶼增設高空氣球觀測站，並開始興建彭佳嶼測候所建築，隔年彭佳嶼燈台測候所擴編為臺灣總督府中央氣象台彭佳嶼測候所。

### 戰後至今
1945年第二次世界大戰戰後，彭佳嶼測候所由中華民國政府成立之臺灣省氣象局接收，改名為臺灣省氣象局彭佳嶼測候所。1947年因應氣象局降格為氣象所，彭佳嶼測候所全銜改稱為臺灣省氣象所彭佳嶼測候所。1965年9月再度因應氣象所升格為氣象局，彭佳嶼測候所全銜更改，1971年7月改稱為中央氣象局彭佳嶼測候所，1977年7月改稱中央氣象局彭佳嶼氣象測站，1989年8月因應中央氣象局四等測報機構命名規則，彭佳嶼氣象測站改名為彭佳嶼氣象站至今。

## 建築結構
彭佳嶼氣象站於日治時期成立之初，主要使用彭佳嶼登台建築兼用於氣象觀測業務，直到昭和10年（1935年）獨立興建彭佳嶼測候所建築一棟，為石砌牆壁粉抹水泥之平頂屋，並採風力塔與測候所建築分構之設計，昭和15年（1940年）再增設石造建築一棟，總計彭佳嶼測候所設有廳舍一棟、宿舍兩棟、風力塔及觀測坪一座，及因應島上無固定水源設置的承水程、儲水池各一座。
彭佳嶼測候所由於離島運補困難，且地形、氣候劣勢下保養艱難，戰後年久失修，破爛不堪，中央氣象局接掌彭佳嶼氣象站後於1982年進行氣象站建築大修工程。
2015年起中央氣象局因應彭佳嶼氣象站業務擴充，展開氣象站建築改建工程，該次改建工程考量當地氣候與地形狀況，規劃為一棟融入彭佳嶼地景之建築，除了氣象站造型如同島嶼，也設計有海蝕洞的意象，建築本體的規畫也設計能夠抵抗強勁東北季風及高鹽分、高濕度空氣等措施。彭佳嶼氣象站改建工程歷經四年分批船運建材施工，於2019年竣工啟用。

## 編制
彭佳嶼氣象站依據中央氣象署四等測報機構編制配有主任1人、職員4人，以及工友2人，作業方式採15小時輪班。

## 觀測項目

#### 地面氣象觀測
地面氣象自動測報系統，每日定時實施氣壓、氣溫、風向、風速、濕度、雲、天氣現象、降水、日射、日照、能見度、蒸發量等氣象觀測，其中除了雲、天氣現象與蒸發量為人工觀測外，其餘項目均採自動化觀測。

#### 高空氣象觀測
承接臺北氣象站之業務，於每日協調世界時0時（當地時間8時）及12時（當地時間20時）施作2次高空觀測業務（颱風警報時增為4次，或視特定需求時增加觀測次數），項目包含高空氣壓、溫度、溼度、以及風向與風速等。

### 臭氧觀測業務
承接臺北氣象站之業務，每月2次以芬蘭VAISALA公司高空觀測系統，作臭氧之垂直剖面分佈觀測，收集臭氧層與總臭氧量之季節變化資料。

### 大氣污染觀測
受國立海洋大學及國立中央大學之託，協助收集空氣及雨水汙染實驗之採樣品。

### 閃電觀測
設有遙測閃電偵測儀，即時觀測資料可立即傳輸氣象局本部，以供計算閃電定位，研判大雷雨預警。

### 地震觀測
設有SMA1強震加速度儀、A-900強震儀，即時觀測資料可立即傳輸地震測報中心，以供研判發布地震消息。

## 外部連結
- 交通部中央氣象署 彭佳嶼氣象站 （页面存档备份，存于）